# Judge the Florist
Judge the Florist ist ein ehemaliger Blumenladen in der texanischen Stadt Tyler.
Begründet wurde das Geschäft durch Eugene Watts Judge, der im Jahr 1915 im Süden der Stadt – an der heutigen South Broadway Avenue – Land erwarb. Dort errichtete er ein Gewächshaus, das als Grundlage für seinen kleinen Pflanzenhandel diente.
Das heute noch vorhandene Gebäude wurde 1931 erbaut und später, als die geschäftlichen Aktivitäten größeren Umfang annahmen, erweitert. Im Jahr 1958 übernahmen Jane und Jack Greer, Tochter und Schwiegersohn Judges, das Geschäft und führten es bis 1977 weiter. Die beiden nachfolgenden Besitzer betrieben ebenfalls den Blumenladen weiter. Nach einem erneuten Besitzerwechsel wurde das Haus 2003 saniert und zu einem privaten Wohnhaus umgebaut.
Der ehemalige Blumenladen wurde am 11. Juni 1985 zur Tyler Historic Landmark erklärt. Er liegt heute in dem 2003 ausgewiesenen Azalea Residential Historic District.